# 独立音楽協会
独立音楽協会（どくりつおんがくきょうかい、フランス語: la Société musicale indépendante, 略称：SMI）は、モーリス・ラヴェルが軸となり、恩師ガブリエル・フォーレや、同門のシャルル・ケクランとフローラン・シュミットと共に1909年に結成した音楽団体である。

## 背景と経緯
独立音楽協会が創設されるまでは「フランス音楽の創造」を標榜する国民音楽協会がパリ随一の音楽団体であったが、会長のセザール・フランクが1890年に亡くなると、スコラ・カントルムを率いるヴァンサン・ダンディと、彼に忠誠を誓う何名かの作曲家が、国民音楽協会を牛耳るようになった。このため、ラヴェルの作品は冷たくあしらわれ、ケクランやモーリス・ドラージュ、レイフ・ヴォーン・ウィリアムズの作品は国民音楽協会の演目から外されるようになった。このような状況のもとでラヴェルは国民音楽協会を退会し、独立音楽協会の発起人となった。
独立音楽協会は「現代的な音楽の創造を支持すること」を目標とし、形式やジャンル、作曲様式による制限とは無縁のプログラム作りを行ない、伝統ある音楽団体となった国民音楽協会と対峙した。
独立音楽協会のオープニングコンサートは1910年4月20日にサル・ガヴォー（Salle Gaveau）で行われ、ラヴェルの『マ・メール・ロワ』（ピアノ連弾）の初演などが行われた。
第一次世界大戦後も活動を続けたが、内部対立や国民音楽協会側の改革によって活動は低調になっていき、171回の演奏会の後、1935年に完全に活動を停止した。独立音楽協会にかわって、新しい音楽はトリトン (Triton (chamber music society)) や「ラ・スピラル」で発表されるようになっていった:271。

## 執行委員
初代総裁はガブリエル・フォーレが務めた。その他に、以下のような役員がいた。
- ルイ・オベール
- ナディア・ブーランジェ
- アルテュール・オネゲル
- ジャック・イベール
- シャルル・ケクラン
- モーリス・ラヴェル
- アルベール・ルーセル
- フローラン・シュミット
- アルノルト・シェーンベルク
- マヌエル・デ・ファリャ
- バルトーク・ベーラ
- イーゴリ・ストラヴィンスキー

## 独立音楽協会で初演された楽曲
- ラヴェル：『マ・メール・ロワ』、『高雅で感傷的なワルツ』、『…風に』、『ステファヌ・マラルメの3つの詩』、『クープランの墓』
- ストラヴィンスキー：『3つの日本の抒情詩』（ラヴェルの『ステファヌ・マラルメの3つの詩』と同時に演奏された）